# Billy Hatcher and the Giant Egg
Billy Hatcher and the Giant Egg (ジャイアントエッグ～ビリー・ハッチャーの大冒険～, Jaianto Eggu: Birī Hatchā no Daibōken) é um jogo eletrônico produzido em 2003 por Sonic Team e publicado por SEGA para o console Nintendo GameCube. Um port do jogo foi lançado para Microsoft Windows e Mac OS X em 2006.
O anúncio do jogo foi feito na E3 de 2003.

## Recepção
Billy Hatcher and the Giant Egg recebeu críticas positivas e medianas de acordo com o Metacritic.
O jogo foi elogiado pelo seu visual e música, estilo de jogabilidade, apresentação e modo multijogador, enquanto também foram citados problemas com a física, câmeras e um enredo muito simples. O título não produziu uma sequência, apesar do produtor executivo Zachary Brown afirmar que Billy apareceria em outros títulos da Sega, como foi feito em Sega Superstars e Sonic & Sega All-Stars Racing.